# Teodor Vieweger
Teodor Mieczysław Vieweger (ur. 20 sierpnia 1888 w Piotrkowie Trybunalskim, zm. 22 maja 1945 w Sochaczewie) – polski biolog.

## Życiorys
Urodził się w rodzinie Teodora Dezyderiusza (zm. 1928) i Florentyny Karoliny z Kwiatkowskich (zm. 1943). W 1907 ukończył gimnazjum w Warszawie. Odbył studia medyczne na Uniwersytecie w Liège oraz studia zoologiczne w Brukseli. W 1912 uzyskał stopień doktora nauk przyrodniczych uniwersytetu w Brukseli. Tuż po studiach, ze świeżo poślubioną żoną, Jadwigą z Lewandowskich (1880–1935), podjęli pracę w Żeńskiej Szkole Handlowej w Siedlcach. Teodor uczył biologii w klasach starszych. W 1915 przenieśli się do Warszawy, gdzie Teodor początkowo uczył zoologii w Pensji żeńskiej Jadwigi Sikorskiej. W następnym roku rozpoczął pracę jako asystent w Pracowni Fizjologii Towarzystwa Naukowego Warszawskiego oddając się pracy naukowej. Od 1920 był profesorem nadzwyczajnym Wolnej Wszechnicy Polskiej (WWP) w Warszawie. W latach 1920–1939 zajmował stanowisko kierownika Katedry Fizjologii Zwierząt, w roku akademickim 1924–1925 pełnił funkcję dziekana Wydziału Matematyczno-Przyrodniczego, a od 1925 do 1939 rektora WWP.
Za badania z zakresu fizjologii pierwotniaków w 1922 otrzymał nagrody: Towarzystwa Naukowego Warszawskiego oraz Ministerstwa Wyznań Religijnych i Oświecenia Publicznego.
1 lipca 1928 został wybrany członkiem komisji rewizyjnej założonego wówczas Związku Sybiraków. Od 1933 był członkiem korespondentem Towarzystwa Naukowego Warszawskiego. Był wybitnym organizatorem: doprowadził do budowy gmachu uczelni, dzięki jego staraniom WWP została ustawą sejmową zaliczona do uczelni akademickich oraz uruchomił w 1928 Oddział WWP w Łodzi. W 1936 ożenił się po raz drugi, z Anną Dobek (1897–1977), swoją sekretarką. W latach 1937–1945 był pierwszym prezesem Towarzystwa Przyjaciół Nauk w Łodzi. W latach 1942–1945 wykładał na Tajnym Uniwersytecie Warszawskim oraz na Kursach Akademickich w Częstochowie. Był również głównym wykładowcą pierwszego tajnego kompletu zorganizowanego w listopadzie 1939 w I Państwowym Gimnazjum i Liceum im. Stefana Batorego w Warszawie, którego absolwentami było jego dwóch synów: Jędrzej i Oskar.
Był głównym organizatorem Uniwersytetu Łódzkiego.
Zginął w wypadku samochodowym pod Sochaczewem wracając z Warszawy do Łodzi. Został pochowany na cmentarzu Powązkowskim w Warszawie (kwatera 284a wprost-4-28).

## Działalność naukowa
W pracy naukowej zajmował się badaniem pierwotniaków oraz orzęsek. Prowadził badania ilościowe i jakościowe metabolizmu orzęsków w warunkach hodowlanych. Opisał mechanizm wytwarzania zapasów bezazotowych podczas przyswajania białka u zwierząt zmiennocieplnych oraz badał wpływ temperatury na przyswajanie białka u tych zwierząt.

## Wybrane publikacje naukowe
- Les cellules tracheales chez Hypocrite Jacobeane Linn. (1912)
- Badanie czynników rozwoju kultur Colpidium colpoda Ehrbg. (1918)
- Linje ciągłe Colpidium colpoda Ehrbg. (1918)[13]
- L,influence de la temperature sur le metabolisme proteique des animaux poikilothermes (1925)
- Skład chemiczny węgorzy głodzonych (1928)[14]
- O rytmie dobowym w mnożeniu się wymoczków (1936)[15]
- Działanie surowicy zwierząt kręgowych na pierwotniaki (1937)

## Odznaczenie
- Krzyż Kawalerski Orderu Odrodzenia Polski (pośmiertnie, 1950)[16]